# Cheoncheon-myeon
Cheoncheon-myeon (koreanska: 천천면)  är en socken i kommunen Jangsu-gun i provinsen Norra Jeolla i den södra delen av Sydkorea, 210 km söder om huvudstaden Seoul.